# Visor auxiliar del artillero
El visor auxiliar del artillero (en inglés Gunner Auxiliary Sight, GAS) es una mira sin estabilizar situada en el mismo afuste del arma principal de un carro de combate, moviéndose subsidiariamente con ella.
Estas miras son muy robustas, encastradas profundamente en el espeso blindaje del mantelete del cañón, y se usan cuando los visores principales GPS o "Gunner Primary Sight" están fuera de servicio, o cuando se desea comprobar si el cañón puede disparar sin obstáculos a su objetivo (por ejemplo en posición de combate o hull down), ya que los visores GPS están situados mucho más arriba y pueden ver el objetivo a pesar de que aún no está a tiro.
Se compone de una retícula estadiamétrica con la que se calcula la distancia al blanco sabiendo el tamaño que debe ocupar en ella el tanque objetivo. Es una mira directa y por tanto no tiene acceso a las características del GPS que son super-elevación y lead automático, que deben ser añadidos manualmente por el artillero según su pericia y experiencia.
- Datos: Q6163951